# Johnny & Associates

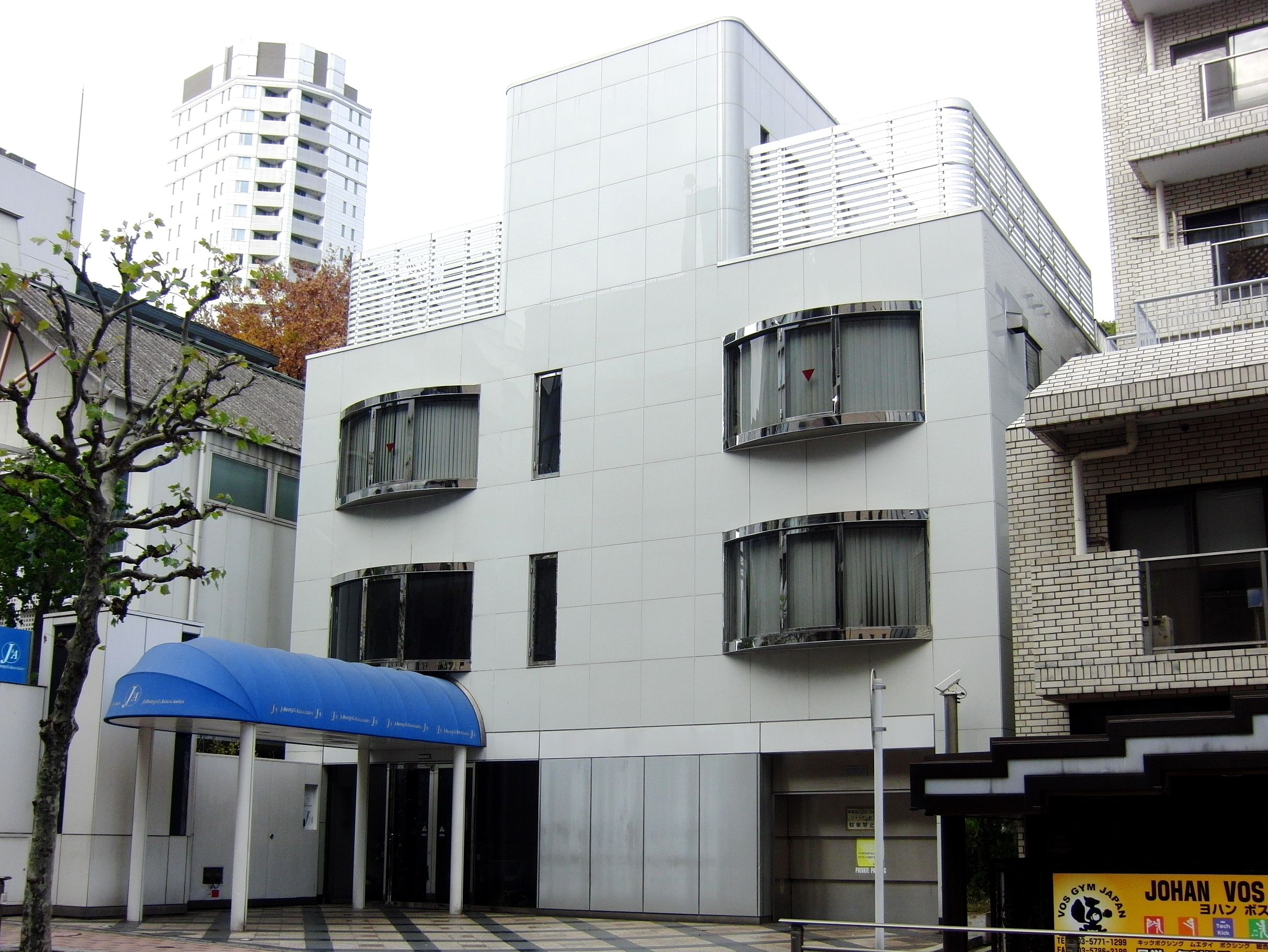
Edifici de Johnny & Associates a Akasaka, Tòquio.

Johnny & Associates és una agència de talents masculins japonesa. Fou fundada l'any 1963 per Johnny Kitagawa i ha esdevingut una de les majors agències dins del món de l'espectacle del Japó, amb gran influència i gairebé ocupant tot l'escenari dels idols masculins japonesos durant més de 40 anys. Els idols d'aquesta agència reben el nom genèric de Johnny's.
L'agència ha arribat a crear els seus propis segells discogràfics, com Johnny's Entertainment o J-Storm. A més, és coneguda per la seva política sobre la seva pròpia informació i imatge, mantenint una estricta cura i normativa sobre les imatges dels seus talents. Per aquesta raó, moltes imatges i fotografies no apareixen, fins i tot, en pàgines webs oficials, a excepció del lloc web oficial de l'agència, que recentment ha afegit fotografies dels grups i els seus membres.

## Història
La versió més coneguda de l'origen de l'agència és quan Johnny Kitagawa es trasllada al Japó la dècada de 1950 i mentre treballava a l'ambaixada nord-americana a Tòquio va veure un grup de nois jugant al beisbol al Parc de Yoyogi i els va proposar formar un grup. Altres versions apunten que ja havien signat abans un contracte amb un altre manager i després canviaren.
Aquell grup va passar a anomenar-se Johnny’s i debutaren el 1962 al Western Carnival, un festival on es presentaven nous estils. Kitagawa va concebre el grup sota la influència de les bandes occidentals i es convertí en la primera persona en importar aquest concepte al Japó. El 1963 es fundava la companyia com a tal i començà a buscar nous talents; l'estil de Kitagawa es basà més en els musicals de l'estil de West Side Story.
La companyia seguí el seu camí modestament fins a 1968, any en què es formà Four Leaves, grup que captivà el públic japonès i aconseguí una gran popularitat, donant gran èxit a la companyia. Four Leaves marcaria el ritme dels següents grups de l'agència durant els seus deu anys de carrera musical. El 1972 debutava el primer cantant en solitari de l'agència, Hiromi Go, que encara té la seva carrera en actiu.
El 1975 aparegué un nou terme: Johnny's Jr., entitat interna que estaria formada pels artistes no debutats de l'agència, element que arriba fins avui dia i en són nombrosísims els membres. A més a més, a part de practicar per al seu debut, també fan promoció apareixent a revistes, televisió... Més o menys al mateix temps apareixia també l'intent de provar un projecte femení, que fou anomenat Orange Sisters, però que finalment no prosperà.
Fins a 1985 hi hagué tres grups més en actiu bastant populars però la seva carrera no durà massa. El 12 de desembre de 1985 debutava una nova banda que encara avui gaudeix de popularitat: Shonentai. A partir de l'any següent, la nova banda participà en el musical PLAYZONE. La popularitat de Go i Shonentai s'uniria a la d'un nou grup el 1987, Hikaru Genji, activa fins a 1993, dividits internament entre Hikaru y Genji; inaugurant la pràctica de debutar ballarins de fons.

### Dècada de 1990
La nova dècada s'inaugurà amb el debut d'SMAP l'any 1991, grup de cinc components, entre els quals cadascun tenia una habilitat pròpia i no sempre aquesta havia de residir a la veu. SMAP creà un nou estil en els concerts i que va servir d'exemple per a la resta de l'agència: actuacions basades en acrobàcies, salts, entre altres elements. SMAP ha esdevingut un dels grups més coneguts de l'agència.
A partir de 1994, l'agència començà a promoure el grup TOKIO, el qual presentava novetats: tots els membres tocaven diferents instruments musicals, en format banda, i l'únic vocalista era Tomoya Nagase. Avui dia encara és l'únic grup que se centra bàsicament en aquest format, tot i que encara que altres incorpora aquest element a vegades. L'any següent debutava V6, que com Hikaru Genji foren dividits entre 20th Century i Coming Century, segons les edats.
El 1997, el duet Kinki Kids apareixia en escena. Per primera vegada era un grup que se centrava en la regió de Kinki (o Kansai), tot i que actuen a nivell nacional. També aquest any, l'agència fundà el seu propi segell discogràfic, Johnny's Entertainment. El 1998 no hi ha grans aparicions, tot i que sí que apareix una tradició que s'ha mantingut en el temps, la de formar grups amb membres de grups ja debutats, com és el cas de J-Friends.
El final del mil·lenni veu debutar un dels grups més famosos de l'agència, Arashi, sent aquest el grup que té les vendes més elevades. L'aparició d'aquest grup fou la raó per a fundar el segon segell discogràfic de l'agència: J-Storm.

### Dècada del 2000 i actualitat
Durant aquest període, els grups debutats la dècada del 1990 es mantenen i a més s'hi sumen tot una sèrie de nous grups. El 2002 debuta el duet Tackey & Tsubasa, tot i que Hideaki Takizawa i Tsubasa Imai anaven a debutar per separat, sembla que els fans tingueren prou força perquè debutessin junts. L'any següent debutava un nou grup, NEWS, uns dels grups que més problemes ha tingut fins i tot tenint una suspensió d'activitats durant un any.
Un nou grup de tipus regional de la zona de Kansai debutà el 2004, Kanjani8, amb una diferència amb Kinki Kids: la imatge de Kanjani conservà, inicialment, més l'estil enka propi de la zona. També són famosos per ser sorollosos i divertits quan apareixen en televisió o en altres àmbits.
El 2006 debuta KAT-TUN, un grup que formava d'un projecte de pre-debut, com a grup dels Johnny's Jr. foren formats l'any 2001. Inicialment sis membres, abans del seu debut treballaren darrere de grups debutats com a ballarins. També amb ells es creà un tercer segell discogràfic: J-One. L'any següent també debutava Hey! Say! JUMP, que té el major nombre de components de l'agència dividits entre Hey! Say! BEST i Hey! Say! 7.
Finalment, els últims grups en debutar han estat Kis-My-Ft2 l'any 2011, grup que ha seguit les passes de Hikaru Genji, perquè aquests també duien patins mentre cantaven. El seu debut però hagué d'esperar uns mesos a causa del  terratrèmol i tsunami de Tōhoku. També Sexy Zone ho feu el mateix any com el grup que en el moment del seu debut tenia la mitjana d'edat més jove. El 2012 també debutà A.B.C-Z, sent els primers a debutar amb un DVD on mostren la seva particular habilitat: les acrobàcies.

## Sistema de funcionament
L'agència consta d'un sistema de reclutament de joves amb talent des d'edats matineres i, un cop han entrat a Johnny & Associates, se’ls ensenya a ballar i cantar; en aquest període d'aprenentatge abans de debutar, els joves talents, agrupats en grups dins dels Johnny’s Jr. realitzen una sèrie d'activitats diferents per tal de promocionar-se, com aparèixer a revistes, a programes o sèries de televisió, etc. En definitiva, l'objectiu primordial és formar als talents de l'agència en el màxim de camps possible per tal de poder-se promocionar.
El sistema de debut no segueix un patró concret, normalment basat en la seva popularitat i el suport que reben dels fans. Tanmateix, no tots els aspirants arriben a debutar, sent, per tant, aquesta meta reservada a un nombre limitat de candidats.

## Artistes
Els artistes actuals són els següents:
| Grups - Shonentai (少年隊) - TOKIO - KinKi Kids - V6 - Arashi (嵐) - Tackey & Tsubasa (タッキー&翼) - NEWS - Kanjani8 (関ジャニ∞) - KAT-TUN - Hey! Say! JUMP - Kis-My-Ft2 - Sexy Zone - A.B.C-Z - Johnny's WEST (ジャニーズWEST) - King & Prince - SixTONES - Snow Man - Naniwa Danshi - Travis Japan | Carrera en solitari - Masahiko Kondo (近藤 真彦，Kondō Masahiko) - Koji Uchiumi (内海 光司，Uchiumi Kōji) - Atsuhiro Sato (佐藤 アツヒロ，Satō Atsuhiro) - Kenichi Okamoto (岡本 健一，Okamoto Ken'ichi) - Masahiro Nakai (中居 正広，Nakai Masahiro) - Takuya Kimura (木村 拓哉，Kimura Takuya) - Tomohisa Yamashita (山下 智久，Yamashita Tomohisa) - Toma Ikuta (生田 斗真，Ikuta Tōma) - Hiroki Uchi (内 博貴，Uchi Hiroki) - Yuma Nakayama (中山 優馬，Nakayama Yūma) - Shunshuke Kazama (風間 俊介，Kazama Shunsuke) - Tomoyuki Yara (屋良 朝幸，Yara Tomoyuki) - Jun Hasegawa (長谷川 純，Hasegawa jun) - Mizuki Sano (佐野 瑞樹，Sano Mizuki) | Altres - Johnny's Jr. (ジャニーズJr.) - Kansai Johnny's Jr. (関西ジャニーズJr.) |